# Relógio solar de Parma

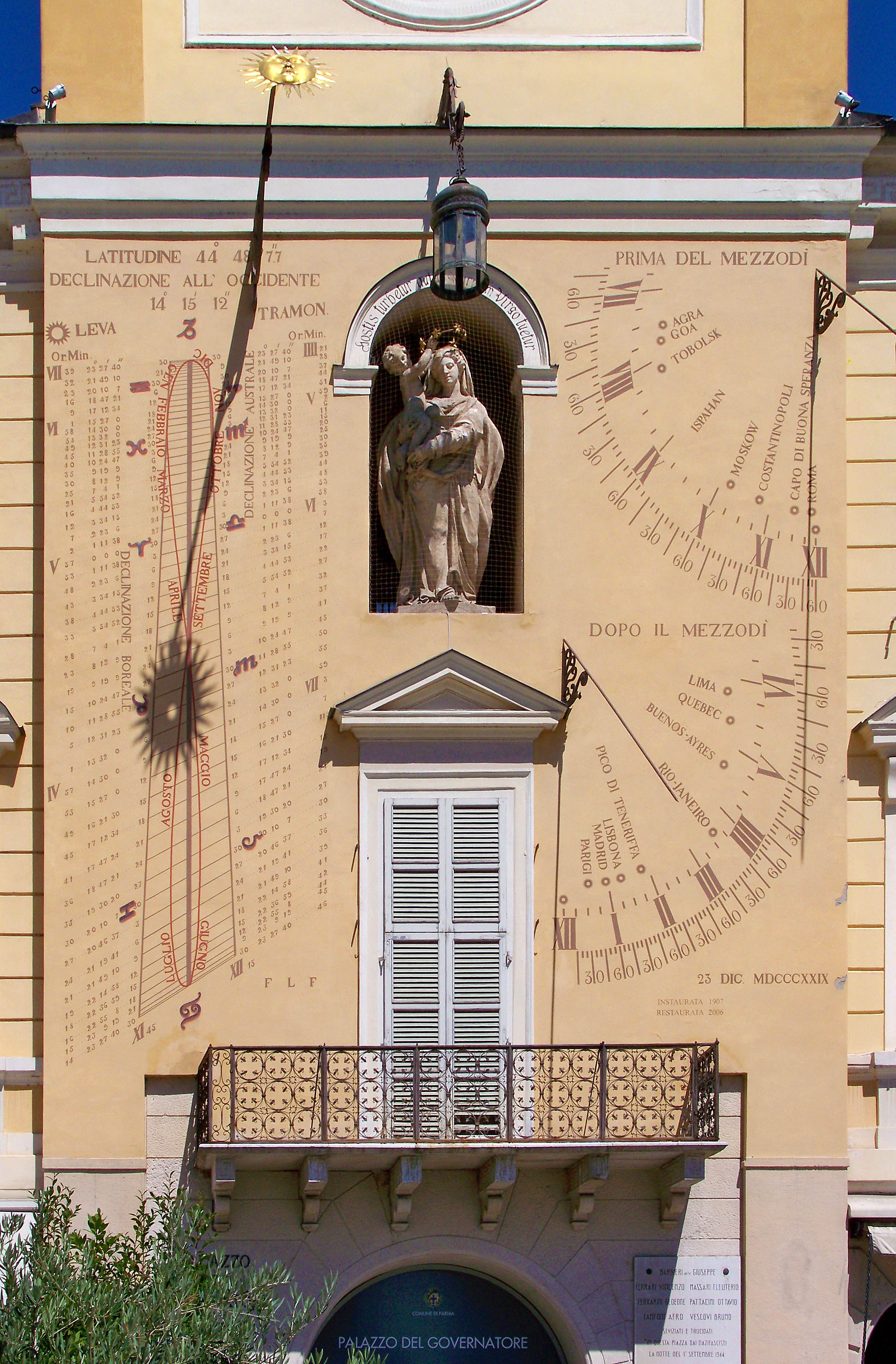
Relógio de sol (à esquerda) relógio de sol (à direita) na torre do Palácio do Governador

Os relógios de sol do Palácio do Governador é um conjunto de dois relógios de sol verticais que indicam  horários reais e médios na torre do Palazzo del Governatore na Piazza Gribaldi em Parma, projetado e construído em 1829 pelo sissense Lorenzo Ferrari com conselhos de Luigi Pazzoni.

## História

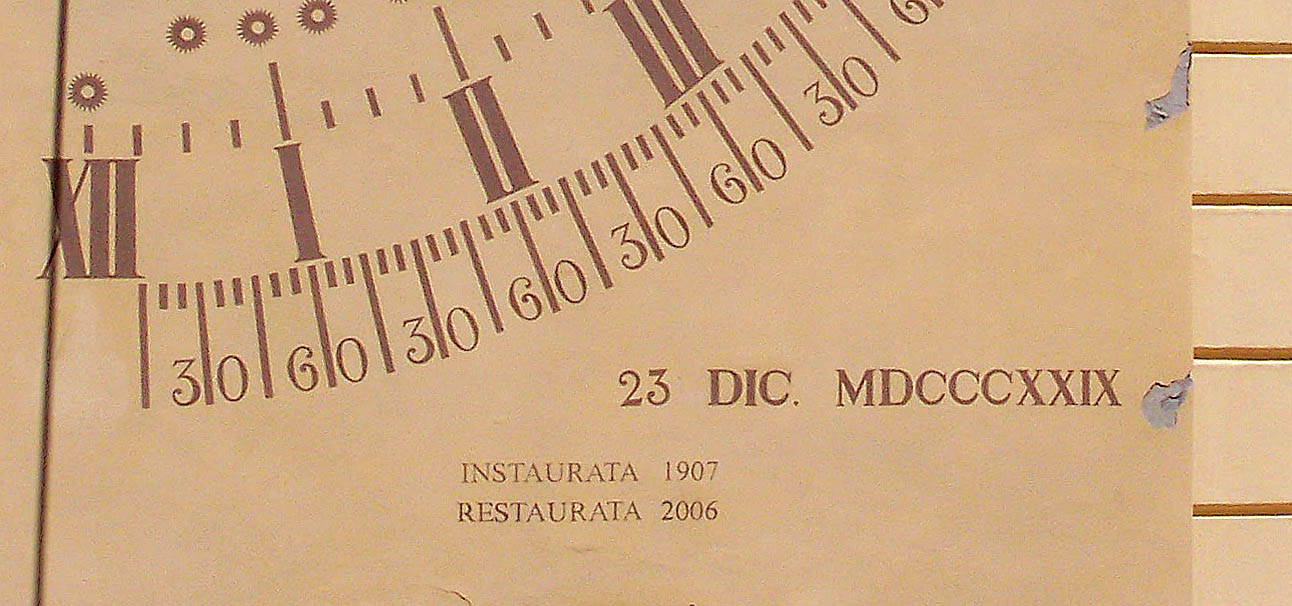
As datas da inauguração e dos dois restauros seguintes

Embora a torre do Palácio do Governador já estivesse equipada com um relógio mecânico no século XVII, posteriormente substituído por outros mais modernos em 1811 e 1925, No Conselho de Anciãos do município de Parma em 28 de julho 1827 a proposta do mecânico Lorenzo Ferrari foi avaliada, de um relógio de sol e um relógio de sol a ser colocado na torre. O Conselho, depois de ter examinado os desenhos do projeto, aprovou-o por unanimidade, mas a aprovação da execução foi adiada para uma reunião posterior do Conselho, que teve lugar em 1 de junho 1829,. Obteve a homologação da Ferrari, com assessoria técnica de Luigi Pazzoni« Professor de Matemática Sublime e Elementos de Astronomia » na  Universidade de Parma, dedicou-se à fabricação do relógio de sol e do relógio de sol, que foram concluídos em 23 de dezembro de 1829, conforme se lê no escrito sob o relógio solar. Para explicar ao parmesão como funciona, um artigo especial foi publicado em fevereiro 1830 na Gazzetta di Parma. No mesmo ano faleceu o construtor Lorenzo Ferrari. Os relógios de sol foram restaurados em 1907 e durante a reforma de todo o Palácio do Governador, concluída em 2010. Neste último restauro foram acrescentadas as datas das duas intervenções (1907 e 2006) e alterada a escrita da primeira inauguração, passando de Sistema de numeração árabe|Algarismos árabes (1829 ) para Sistema de numeração romana|Algarismos romanos (MDCCCXXIX).

## Descrição e operação

### O relógio de sol

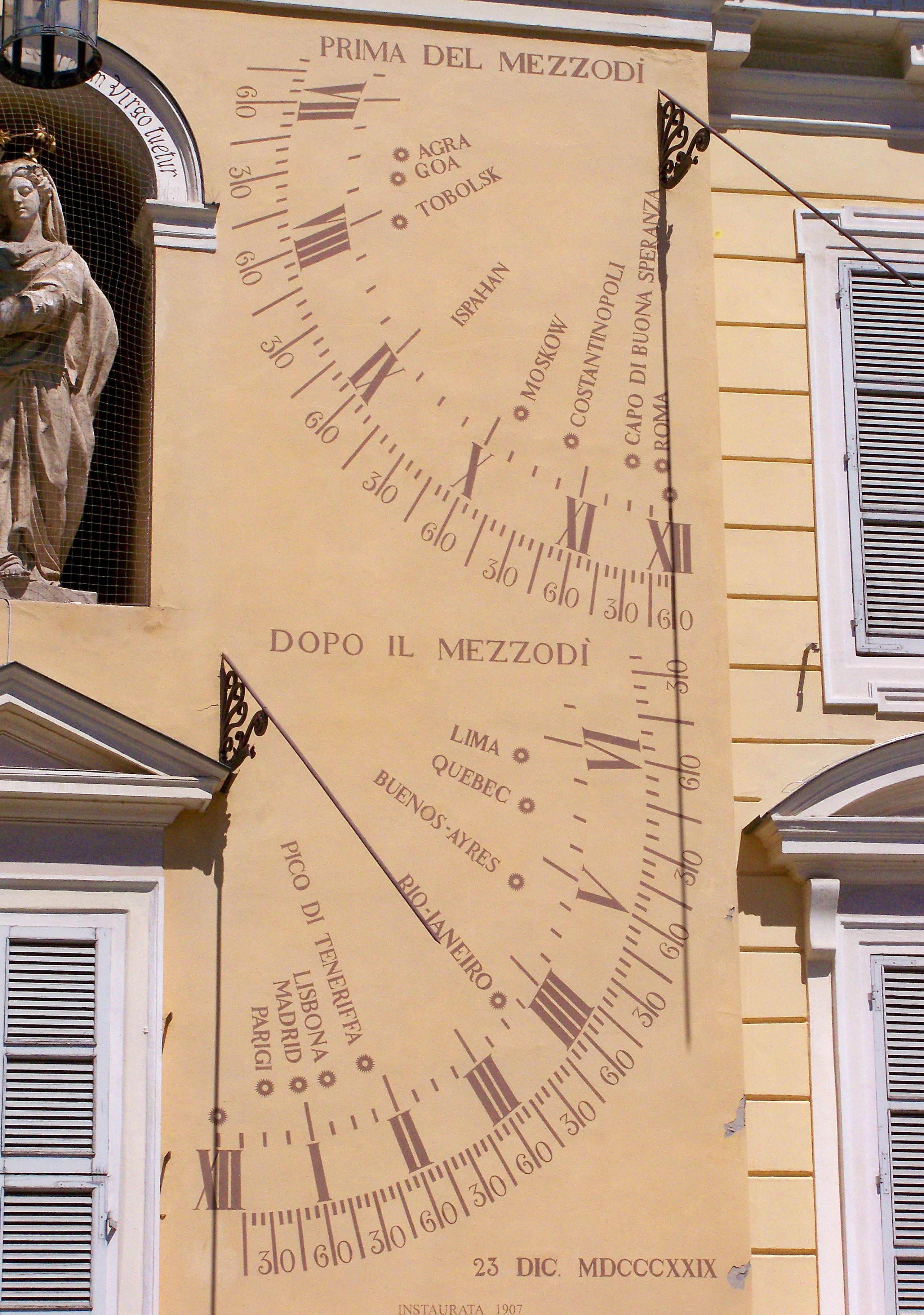
O relógio de sol, dividido em dois quadrantes, fotografado ao meio-dia verdadeiro local

Devido à presença do nicho no centro da torre com a estátua da Virgem Maria com criança, não foi possível construir um relógio de sol suficientemente grande com o dial completo: A solução para o problema foi encontrada dividindo o relógio em dois mostradores colocados um abaixo do outro, cada um com seu próprio gnômon ( l haste que produz a sombra): o mostrador superior, encimado pela escrita "Antes do meio-dia", mostra a hora local verdadeira das 6 da manhã até o meio-dia; o de baixo, com a inscrição "Depois do meio-dia", o do meio-dia às 18h30. As horas são escritas em Algarismos romanos, as meias horas em Algarismos arábicos; no perímetro externo dos mostradores, traços os dividem a cada cinco minutos.
Dentro dos dois quadrantes aparecem os nomes de 14 cidades e dois lugares geográficos (o Pico de Tenerife e o Cabo da Boa Esperança): quando a sombra de cada gnômon cobre um dos pequenos sóis colocados ao lado dos nomes, significa que naquele lugar chegou o meio-dia solar. As cidades estão todas entre 90° oeste e 90° leste de longitude, de modo que seu meio-dia local pode ser mostrado pelo relógio de sol de Parma durante o dia. É significativo que nenhuma cidade dos Estados Unidos apareça: em 1829 elas ainda não tinham importância internacional.
Aqui está a lista de cidades, com o nome que aparece no mostrador (em maiúsculas), seguido do nome de hoje (em itálico)
- AGRA (Agra), então Índia cidade sob a Companhia das Índias Orientais, agora um no estado de Uttar Pradesh
- Goa Velha, então capital da Ídia Portuguesa, agora cidade histórica em estado indiano de Goa
- Tobolsk, então capital do Governorato de Tobolsk, agora cidadel da Sibéria Ocidental na Rússia
- (Isfahān  Ispahān), antiga capital de Império Safávida da Pérsia,  hoje capital de Província de Esfahan, Irã
- (Moscou), então uma importante cidade do Império Russo, hoje a capital da Rússia
- CONSTANTINOPLA (Istambul), então capital do Império Otomano, agora a cidade mais populosa da Turquia e capital da homônimo província
- CABO DA BOA ESPERANÇA (Cabo da Boa Esperança), o extremo sul da Península do Cabo, na África do Sul
- ROMA (Roma), então capital do Estado Papal, hoje capital da Itália
- PARIS (Paris), então como agora capital da França
- MADRID (Madrid), então como agora capital de Espanha
- LISBOA (Lisboa), então como agora capital de Portugal
- PICO DE TENERIFA (Teide), vulcão localizado na ilha de Tenerife, no arquipélago das  Canárias  (Espanha, Oceano Atlântico)
- RIO-JANEIRO (Rio de Janeiro), então capital do recém-proclamado (1822) Império do Brasil, hoje importante cidade brasileira e capital do Estado do Rio de Janeiro
- BUENOS-AYRES (Buenos Aires), então em meio às Guerras Civis Argentinas, hoje capital da Argentina
- QUEBEC (Quebec), então uma cidade em Baixo Canadá, (British Crown Colony]; agora grande cidade do Canadá
- LIMA (Lima), então como agora capital de Peru.

Quanto às diferenças horárias em comparação com Parma, o meio-dia solar chega a Agra 4 horas e 28 minutos antes, em Goa Velha 4 horas e 15 minutos antes, em Tobol'sk 3 horas e 50 minutos antes, em Isfahān 2 horas e 42 minutos antes, em Moscou um 1 hora e 50 minutos antes, Istambul 1 hora e 50 minutos antes, Cabo da Boa Esperança 30 minutos antes, Roma 8 minutos antes, Paris 32 minutos depois, Madrid 56 minutos depois, Lisboa 1 hora e 18 minutos depois, Vulcão Teide 1 hora e 50 minutos depois, Rio de Janeiro 3 horas e 35 minutos depois, Buenos Aires 4 horas e 36 minutos depois, Québec 5 horas e 26 minutos depois, Lima 5 horas e 50 minutos depois, minutos depois.

### O relógio de sol em tempo real e médio
Passando para o lado esquerdo da torre, lemos duas inscrições no topo:
Latitude 44° 48' 7".7
Declinação oeste 14° 15' 12"
Existem duas medidas angulares indispensáveis para posicionar os gnômons do relógio de sol da maneira correta (paralelos ao eixo terrestre): A primeira medida indica a latitude do Palácio do Governador: subtraindo esta medida de 90° dá a inclinação correta do gnômon em relação à vertical (90° - 44° 48' 7.7 = 45° 11' 2". 3 - ou 45 graus, 11 minutos, 2 segundos e 3 décimos de segundo); a segunda medida angular indica a inclinação horizontal da parede em relação ao oeste: subtraindo esta medida de 90° obtemos o ângulo horizontal correto do gnômon em relação à parede (lado leste), ou seja, 75° 44' 48".
Também na parte superior destaca-se o gnômon do relógio de sol em tempo real e médio: é um sol de 24 raios modelado com relevo sobre uma placa metálica dourada, com um orifício circular no centro , posicionado a certa distância da parede graças a uma haste horizontal decorada com volutas.
Abaixo está o relógio de sol com tempo real e médio: sua posição vertical permitiu sua construção sem aquele problema de espaço que obrigou a dividir o relógio de sol à direita: este relógio de sol mostra apenas o meio-dia real e médio de Parma: a linha vertical preta central indica o verdadeiro meio-dia solar quando é atingido pela luz que passa pelo buraco do gnômon: nesse momento o sol está em sua altura máxima do dia, no pico do [[meridiano] local].
O verdadeiro meio-dia solar não ocorre no mesmo intervalo de tempo, devido à velocidade diferente da Terra ao redor do Sol durante o ano devido à excentricidade da órbita (Segunda lei de Kepler): em alguns períodos do ano chega cada vez mais cedo, em outros chega cada vez mais tarde; além disso, a duração do dia e da noite varia de acordo com as estações devido à inclinação do eixo da Terra. Por esta razão, o "dia solar médio" foi introduzido calculando a duração média dos dias solares durante o ano: esta medida é constante ao longo do tempo e é o dia como o entendemos hoje. O meio-dia médio deriva do dia solar médio: para indicar isso, uma linha vermelha fechada em forma de 8 foi desenhada no relógio de sol que reproduz, de cabeça para baixo e invertido, o analema do Sol (o conjunto de posições do Sol nos diferentes dias do ano, na mesma hora e no mesmo local, no nosso caso ao meio-dia na cidade de Parma): quando a luz que sai do buraco do gnômon toca a linha vermelha ( na parte ao lado do nome do mês atual), tem o momento do meio-dia de Parma em que, sendo de duração constante, os cidadãos de Parma poderiam ajustar seus relógios mecânicos.
Ao longo do analema vermelho os nomes dos meses são marcados em vermelho, a posição das escritas vermelhas dos meses indica de que lado do analema a diferença da Equação do tempo deve ser lida nos vários meses.
Os números escritos (um a cada três, por questões de legibilidade) ao longo da borda do relógio de sol no sentido anti-horário não devem induzir em erro, pois não representam a data do mês (seria errado ter todos os meses de 30 dias incluindo Fevereiro!); representam a coordenada angular da Terra na Órbita ao redor do Sol (Longitude Solar), a numeração vai de 0° a 30° para cada signo do Zodíaco, e recomeça no seguinte, o 0° não se repete porque corresponde ao 30° do signo que o precede ao longo do ano. Cada entrada do Sol em um signo do zodíaco é indicada por seu símbolo do zodíacoao redor da borda. Esta escolha pode parecer complicada, mas é absolutamente rigorosa: a declinação, que o Relógio de Sol mede com a altitude do Sol, e a Longitude Solar estão ligadas por uma fórmula simples:
Longitude Solar = arcsen (Declinação/Eclíptica)
O valor da Longitude Solar permite saber indirectamente a data que, devido às diferenças de calendário nos anos comuns e nos anos bissextos, não pode ser simplesmente representada numa escala linear. Para simplificar consideramos que cada dia de calendário (cerca de 1/365 de um ano) corresponde a um grau de Longitude Solar (1/360 de uma órbita), pelo que para saber a data é necessário somar à data de entrada no Assine tantos dias quantos forem os graus marcados, a pequena diferença não introduz erros significativos. Por exemplo, se o relógio de sol indica o valor 6 no signo de Touro, significa que 6 graus de órbita foram percorridos (portanto cerca de seis dias) desde 21 de abril, portanto é 27 de abril.
A borda externa do meridiano determinando depois o tempo desde 11:45 (XI 45) e de 12:15 (XII 15) na passagem da sombra pelo gnômon.

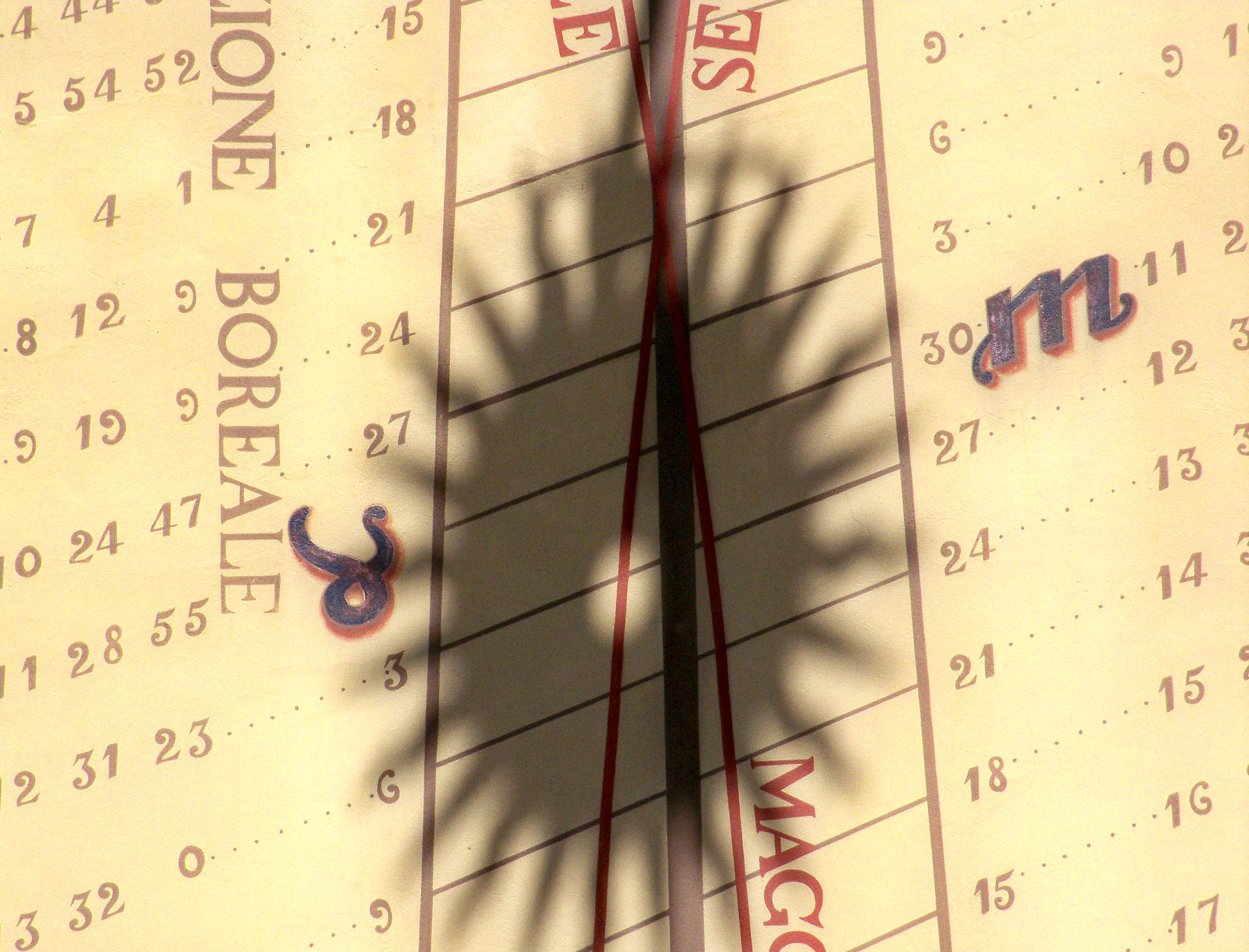
O buraco no gnômon ilumina a linha vermelha: é meio-dia
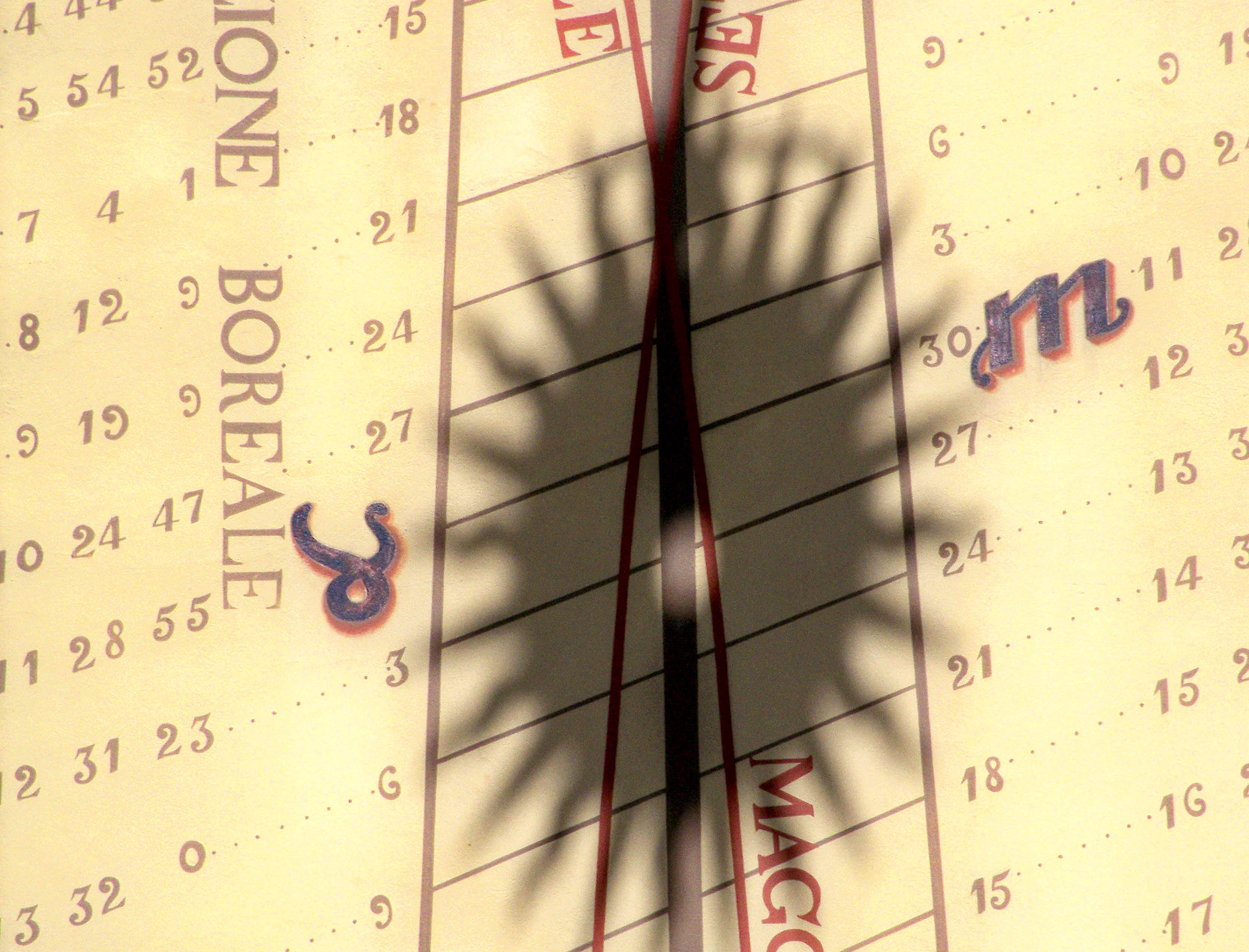
O buraco no gnômon ilumina a linha preta: é meio-dia verdadeiro
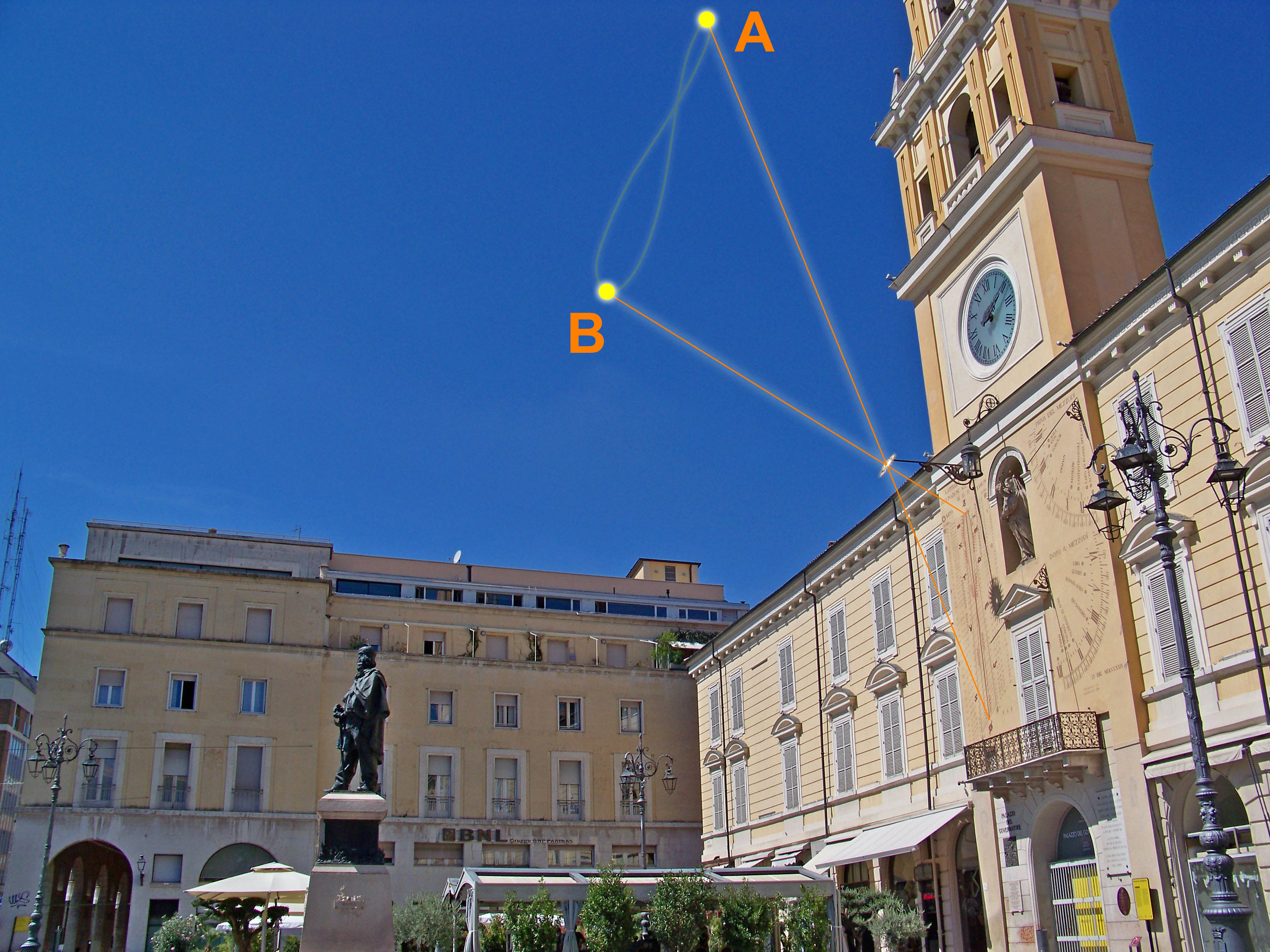
Animação da passagem da sombra do gnômon sobre o relógio de sol durante todo dia 3 de agosto
- Diagrama de projeção do analema do sol do meio-dia no relógio de sol. A = solstício de verão, B = solstício de inverno

Nas partes externas do relógio de sol encontramos os horários do nascer (à esquerda) e do pôr do sol (à direita) nos vários dias do ano, seguidos pela declinação solar, ou seja, o 'ângulo formado entre a diretriz Terra-Sol e o plano equatorial da Terra: no solstício de inverno esse ângulo é de 23° 27' 40" (o número mais alto), depois diminui gradualmente até desaparecer no vernal equinócio (0 0 0), aumenta progressivamente até o solstício de verão (23° 27' 40" o número mais baixo), diminui até o equinócio de outono (0 0 0), e aumenta até o solstício de inverno. Todas essas figuras estão alinhadas com as datas do calendário: todos os dias a luz do buraco do gnômon passa da esquerda para a direita e marca nesta ordem: hora do nascer do sol, declinação solar (do solstício de inverno a verão), linha 11:45 verdadeira, linha vermelha média do meio-dia. linha preta do meio-dia verdadeiro, linha vermelha do meio-dia, linha 12:15 verdadeira, declinação solar (solstício de verão a inverno), horário do pôr do sol.
Finalmente, a assinatura do autor aparece sob o relógio de sol: F L F (Ferrari Lorenzo Fecit ou Ferrari Laurentius Fecit)
No artigo da Gazzetta di Parma de 1830 que explicava o funcionamento do relógio de sol, o colunista esperava que os habitantes de Parma acertassem seu relógio no relógio de sol do tempo médio; deve-se dizer que este horário teria sido válido apenas em Parma e nas cidades que compartilham seu mesmo meridiano, como Livorno e [Cartago]]: todas as outras cidades mais a leste e oeste recebe o meio-dia com horários diferentes e, portanto, tinha um horário próprio; um relógio mecânico colocado no relógio de sol em Parma, por exemplo, estaria oito minutos atrasado em Roma. Tudo mudou depois de 1850, quando o desenvolvimento da rede ferroviária, que exigia horários precisos ao minuto em nações inteiras, e a invenção do telégrafo, obrigou a uniformizar o horário a nível internacional: foi anunciado em 1884 a Conferência Internacional de Meridianos na qual o sistema de fusos horários foi discutido: a Itália, que o adotou em 1893, estabeleceu o tempo médio calculado no meridiano 15° leste (meridiano de Etna), cujo fuso horário agora governa uma grande parte da Europa Ocidental e alguns estados africanos. Desde 1893, portanto, o tempo médio do relógio de sol de Parma, localizado próximo ao 10º meridiano leste, é de 18 minutos e 41 segundos. atrás do nosso fuso horário, ao qual também devemos adicionar o horário de verão no período em que estiver em vigor. Basicamente, quando o relógio de sol de Parma marca o meio-dia médio na linha vermelha, são 12:19 para o nosso fuso horário (1:19 no horário de verão).